# 關根貴大
關根貴大（1995年4月19日—） ，日本足球運動員，司職中場，現效力日職球隊浦和紅鑽。

## 俱樂部生涯
关根贵大出生於埼玉县鹤岛市，出自浦和红钻青训系统，2014年正式由青年队升上到一线队。於2013年10月16日，在天皇杯第三轮浦和红钻主场出战平山形山神的比赛中，年仅18岁的关根贵大上演了自己在浦和红钻一线队的处子秀，在比赛的第69分钟替换矢岛慎也上场，上演了21分钟的首秀。
2014年1月，关根贵大在青年队表现出色，随后他代表浦和红钻出场了29次，并打进了3粒进球和1次助攻。2015年，他在各项赛事中出场42次，攻入8粒进球，奉献9次助攻，5月获选日职联赛月度MVP。
2016賽季，关根贵大在各项赛事中出场45次，共取得2个进球和8次助攻。赛季开始阶段，他仅贡献两次助攻，并在6月18日客场2-4负于广岛三箭的比赛中攻入一球，但在第二阶段，关根贵大完成了4助攻1进球的成绩。在8月6日浦和红钻主场4-1击败湘南比马的比赛中，关根贵大开场仅仅8分钟就利用头球为主队首开纪录。
关根贵大落选了手仓森诚征战2016年里约奥运会的日本国奥队，但他还是帮助浦和红钻進入到了日职联赛的总决赛。在决赛的首回合比赛中(浦和红钻险胜)，关根贵大替补登场。随后的次回合比赛，关根贵大首发出场，在第61分钟被驹井善成替换下场。然而浦和红钻在第二回合表现不佳，最终不敌鹿岛鹿角失去冠军。
在2017年夏天，关根贵大加盟德乙球队因戈尔施塔特，但是并没有得到太多出场机会。
由于在因戈尔斯塔特球队只出场2次，关根贵大被球队外租至比甲聖圖爾登。比甲第六轮，圣图尔登主场1-0击败奥斯坦德，关根贵大在第83分钟替补出场，完成了自己在新东家的首秀。
2019年，浦和红钻官方公布了中场球员关根贵大从德乙因戈尔施塔特加入球队的消息。日职第20轮比赛中，浦和红钻作客以3比1战胜磐田喜悦，关根贵大上演首秀并贡献一次助攻。

## 個人生活
曾在推特上宣布与日本女偶像明星金子栞结婚。

## 外部連結
- 浦和レッドダイヤモンズによる公式プロフィール
- 関根貴大 Takahiro Sekine的X（前Twitter）
- 関根貴大 Takahiro Sekine的Instagram帳戶